# ستيفي لايلي
ستيفي لايلي (بالإنجليزية: Stevie Lyle)‏ هو لاعب هوكي الجليد بريطاني، ولد في 4 ديسمبر 1979 في كارديف في المملكة المتحدة.

## وصلات خارجية
- ستيفي لايلي على موقع EliteProspects.com (الإنجليزية)
- ستيفي لايلي على موقع HockeyDB.com (الإنجليزية)